# Бюджет Республики Молдова
Структура расходов
по назначению (2014):
 Страхование и социальная помощь (17,8 %) Здравоохранение (10,3 %) Образование (12,2 %) Транспорт, управление дорогами, связь и информационные технологии (9,1 %) Поддержание общественного порядка и национальной безопасности (7,7 %) Государственные услуги общего назначения (5,1 %) Юстиция (2,4 %) Обслуживание государственного долга (2,3 %) Деятельность и услуги, не отнесенные к основным группам (33,1 %)
Государственный бюджет Республики Молдова является основным компонентом бюджетной системы и является основой государственной экономики Молдавии. С юридической точки зрения государственный бюджет определяется как акт, в котором вероятные доходы и расходы государства в течение одного года (с 1 января по 31 декабря).
С экономической точки зрения государственный бюджет выражает экономические отношения, возникающие в процессе распределения валового внутреннего продукта Молдовы в связи с выполнением государственных функций. Эти отношения проявляются в двойном смысле: с одной стороны, как отношения, посредством которых деньги становятся доступными для государства, с другой стороны, как отношения, через которые распространяются эти ресурсы.
С материальной точки зрения государственный бюджет можно определить как централизованный фонд средств, предоставляемых государству, где собираются доходы и расходы от государства.

## 2014
| Категория                   | Общий  |
| --------------------------- | ------ |
| Доход (млрд. лей)           | 27.570 |
| Расходы (млрд. лей)         | 30.011 |
| Излишек/Дефицит (млрд. лей) | -2.441 |

- Ссылка:[2]

## 2015
| Категория                   | Общий  |
| --------------------------- | ------ |
| Доход (млрд. лей)           | 30.338 |
| Расходы (млрд. лей)         | 34.315 |
| Излишек/Дефицит (млрд. лей) | -3.976 |

- Ссылка:[3]

## 2016
| Категория                   | Общий |
| --------------------------- | ----- |
| Доход (млрд. лей)           | 31,3  |
| Расходы (млрд. лей)         | 34,1  |
| Излишек/Дефицит (млрд. лей) | -2,8  |

- Ссылка:[4]

## 2017
| Категория                   | Общий |
| --------------------------- | ----- |
| Доход (млрд. лей)           | 32,8  |
| Расходы (млрд. лей)         | 36,9  |
| Излишек/Дефицит (млрд. лей) | -4,1  |

- Ссылка:[5]

## 2018
| Категория                   | Общий |
| --------------------------- | ----- |
| Доход (млрд. лей)           | 36,5  |
| Расходы (млрд. лей)         | 42,3  |
| Излишек/Дефицит (млрд. лей) | -4    |

- Ссылка:[6]

## Внешние ссылки
- Bugetul RM pentru 2014: Cum sunt împărțiți banii pe domenii (timpul.md)